# Сіпйори
Сіпйори (пол. Sipiory, нім. Bergneukirchen) — село в Польщі, у гміні Кциня Накельського повіту Куявсько-Поморського воєводства.
Населення — 377 осіб (2011).
У 1975-1998 роках село належало до Бидгощського воєводства.

## Демографія
Демографічна структура станом на 31 березня 2011 року:
|          | Загалом | Допрацездатний вік | Працездатний вік | Постпрацездатний вік |
| -------- | ------- | ------------------ | ---------------- | -------------------- |
| Чоловіки | 190     | 51                 | 122              | 17                   |
| Жінки    | 187     | 55                 | 98               | 34                   |
| Разом    | 377     | 106                | 220              | 51                   |